# Kalinin K-9
Il Kalinin K-9 era un aereo da collegamento e da sportivo progettato da Konstantin Alekseevič Kalinin. Si trattava di un velivolo con ala a parasole, costruito in un solo esemplare nel 1932. Il prototipo venne valutato durante alcuni voli di prova, ma lo sviluppo non fu mai portato avanti. I test infatti rivelarono che il K-9 era di dimensioni eccessive e troppo pesante in relazione al motore installato, un radiale Walter NZ 60 da 60 CV (44 kW) (12,8 kg per CV).